# Pagana tuberculata
Pagana tuberculata är en kräftdjursart som beskrevs av Stefano Taiti och Franco Ferrara1983. Pagana tuberculata ingår i släktet Pagana och familjen Trachelipodidae. Inga underarter finns listade i Catalogue of Life.